# راتلج (جورجیا)
راتلج، جورجیا (به انگلیسی: Rutledge, Georgia) یک شهر در ایالات متحده آمریکا با جمعیت ۷۸۱ نفر است که در جورجیا واقع شده‌است.

## موقعیت جغرافیایی
موقعیت جغرافیایی شهرها و مناطق اطراف به شرح زیر است: